# Glize 1214 b
Glize 1214 b (skraćeno GJ 1214 b, poznata i pod nazivom „okeanska planeta“) je egzoplaneta koja kruži oko zvezde Gliese 1214, a otkrivena je u decembru 2009. Njena matična zvezda je 48 svetlosnih godina udaljena od Sunca, a nalazi se u sazvežđu Zmijonoša (Ophiuchus). Od 2017. godine, GJ 1214 b je najvjerovatniji poznati kandidat za „okeansku planetu“. Iz tog razloga, naučnici su je nazvali „vodeni svet“.
To je super-Zemlja, što znači da je veća od Zemlje, ali je znatno manja (po masi i radijusu) od gasovitih džinova Sunčevog sistema. Posle COROT-7b, to je druga poznata super-Zemlja i prva je u novoj klasi planeta male veličine i relativno niske gustine. GJ 1214 b je takođe značajna jer je njena matična zvezda relativno blizu Sunca i zato što "tranzituje" (prelazi ispred) svoje matične zvezde, što omogućava da se atmosfera planete proučava spektroskopskim metodama.
U decembru 2013, NASA je saopštila da postoji mogućnost da su otkriveni oblaci u atmosferi GJ 1214 b.

## Otkrivanje
GJ 1214 b je prvi put primećena u okviru MEarth projekta, koji traži male promene u svetlosti koje se mogu pojaviti kada orbitirajuća planeta nakratko prođe ispred svoje matične zvezde. Početkom 2009. godine, astronomi koji su vodili projekat primetili su da je zvezda GJ 1214 pokazala ovakve promene u svojoj svetlosti. Zatim su pažljivije posmatrali zvezdu i potvrdili da se pojavljivala zatamnjenost od otprilike 1,5% na svakih 1,58 dana. Nakon toga izvršena su naknadna merenja radijalne brzine sa HARPS spektrografom na 3,6-metarskom teleskopu ESO(European Southern Observatory) u opservatoriji La Silja, Čile; ta merenja su uspela da obezbede nezavisne dokaze za postojanje planete. Zatim je u časopisu „Nature“ objavljen rad kojim je najavljeno postojanje ove planete i u kome su date procene o njenoj masi, radijusu i orbitalnim parametrima.

## Karakteristike
Radijus GJ 1214 b može se proceniti iz količine zatamnjenja koje se vidi kada planeta prođe ispred svoje matične zvezde kada se posmatra sa Zemlje. Masa planete može se zaključiti iz osetljivih posmatranja radijalne brzine matične zvezde, izmerenih kroz male pomake u zvezdanim spektralnim linijama zbog Doplerovog efekta. S obzirom na masu i prečnik planete, može se izračunati njena gustina. Kroz poređenje sa teoretskim modelima, gustina zauzvrat omogućava ograničene ali veoma korisne informacije o sastavu i strukturi planete.
Zbog relativno male veličine matične zvezde GJ 1214 b, moguće je izvršiti spektroskopska opažanja tokom planetarnih prolazaka. Poređenjem posmatranog spektra pre i tokom prolaska, može se zaključiti spektar planetarne atmosfere. U decembru 2010, objavljeno je istraživanje koje pokazuje da spektar u velikoj meri nije moguće opažati u opsegu talasnih dužina od 750-1000 nm. Budući da bi gusta atmosfera bogata vodonikom i bez oblaka proizvela spektralne karakteristike koje su prepoznatljive, postojanje takve atmosfere je najverovatnije isključeno. Iako nisu primećeni jasni znakovi vodene pare ili bilo kakvih drugih molekula, autori studije veruju da bi planeta mogla imati atmosferu sastavljenu uglavnom od vodene pare. Druga mogućnost je da postoji debeli sloj visokih oblaka koji apsorbuje svetlost zvezda. Dodatna opažanja su neophodna da bi se odredio sastav njene atmosfere.
Pošto se pretpostavlja da je planetarni sistem veoma star i na osnovu izračunatog stepena hidrodinamičkog sudaranja i nestajanja atoma, koji iznosi 9 × 105 kg s-1, naučnici zaključuju da je došlo do značajnog atmosferskog gubitka tokom životnog veka planete, a svaka trenutna atmosfera ne može biti primordijalna.
GJ 1214 b može biti hladnija od bilo koje druge poznate tranzitne planete pre otkrića Kepler-16b 2011. godine od strane misije Kepler. Veruje se da je njena ravnotežna temperatura u rasponu od 393–555 K (120–282 °C; 248–539 °F), u zavisnosti od toga koliko se zračenja sa zvezde reflektuje nazad u svemir.

### Spekulacije zasnovane na planetarnim modelima
Iako se vrlo malo zna o GJ 1214 b, došlo je do spekulacija o njenoj specifičnoj prirodi i sastavu. Na osnovu planetarnih modela sugeriše se da GJ 1214 b ima relativno debeo gasoviti omotač. Moguće je predlagati strukture pretpostavljajući različite sastave, u skladu sa scenarijima za formiranje i evoluciju planete. GJ 1214 b bi mogla biti kamenita planeta sa atmosferom koja je bogata vodonikom, mini-Neptun ili okeanska planeta. Ako je to vodeni svet, može se smatrati da je to veća i toplija verzija Jupiterovog Galilejskog meseca Evropa. Iako nijedan naučnik nije izjavio kako veruje da je GJ 1214 b okeanska planeta, ako se pretpostavi da je GJ 1214 b okeanska planeta, tj. da se unutrašnjost sastoji uglavnom od vodenog jezgra koje okružuje još vode, proporcije ukupne mase u skladu sa masom i radijusom su oko 25% stene i 75% voda, prekrivenih debelim omotačem gasova kao što su vodonik i helijum (oko 0,05%). Vodene planete mogu biti rezultat unutrašnje planetarne migracije i nastaju kao protoplanete koje se formiraju od nestabilnog materijala bogatog ledom iza snežne linije, ali koje nikada nisu dostigle masu dovoljnu da akumuliraju velike količine H / He nebularnih gasova. Zbog promenljivog pritiska na dubini, modeli vodenog sveta uključuju "gasoviti, tekući, superfluidni, led visokog pritiska i plazma faze" vode. Deo vode u čvrstoj fazi mogao bi biti u obliku „leda sedam“.

## Spoljašnje veze
GJ 1214 b Izvor je Wikimedija zajednica
- Astronomers find World with Thick, Inhospitable and an Icy Heart
- MEart project
- GJ 1214 b Revealed To Be "Mini Neptune"
- Hubble reveals a new class of planet Архивирано на веб-сајту  (23. фебруар 2012)
- Astronomers have claimed the exsistence of a new class of a planet a "water-world" with a thick , steamy atmosphere
- An update on the atmosphere of super-Earth GJ 1214 b

| Zvezde  | Glize 1214   |
| ------- | ------------ |
| Planete | Glize 1214 b |